# Jean-Baptiste Joseph de Bizien du Lézard
Pour les articles homonymes, voir Bizien.
Jean-Baptiste-Joseph, marquis de Bizien du Lézard (Nantes, 14 septembre 1785 - Rennes, 16 janvier 1865) est un homme politique français, député des Côtes-du-Nord de 1827 à 1831.

## Biographie
Jean-Baptiste Joseph de Bizien du Lézard est le fils de Jean René de Bizien du Lézard et de Françoise Marguerite Blanchard de La Musse (sœur de François-Gabriel-Ursin Blanchard de La Musse). Il épouse sa cousine, Mlle de Guéhéneuc de Boishüe.
Légitimiste comme tous les siens, il fut, le 17 novembre 1827, élu membre de la Chambre des députés, par les Royalistes des Côtes du Nord.
Il prit part aux débats parlementaires très activement, parla (en 1829) dans la discussion relative au vote par assis et levé, proposa un amendement au projet de loi sur la refonte des anciennes monnaies…
Il se prononça en 1830, contre l'adresse des 221 qui entraina la dissolution de la Chambre.
Réélu le 23 juin 1830, il resta fidèle à la Monarchie de Charles X, tout en prêtant le serment exigé par la Charte de 1830, et monta plusieurs fois à la tribune, au cours des discussions du projet sur la réélection des députés promus à des fonctions publiques, du vote annuel du contingent de l'armée, de la proposition Bavoux relative aux journaux périodiques.
Il appuya de son soutien la pétition des étudiants de Paris contre le monopole de l'Université et résista énergiquement à la proposition Baude, tendant au bannissement de la branche aînée des Bourbons.
La dissolution de la Chambre en 1831 mit fin à son mandat et le fit rentrer dans la vie privée.

## Sources
- « Jean-Baptiste Joseph de Bizien du Lézard », dans Adolphe Robert et Gaston Cougny, Dictionnaire des parlementaires français, Edgar Bourloton, 1889-1891 [détail de l’édition]